# Дополнительная моторная область
Дополни́тельная мото́рная о́бласть (ДМО; англ. supplementary motor area, SMA) — часть сенсоро-моторной коры, расположенная по обе стороны центральной борозды. Включена в цитоархитектоническое поле Бродмана 6. ДМО расположены на медиальной поверхности полушарий, непосредственно перед первичной моторной корой. Эволюционно ДМО впервые отмечены у обезьян. Клетки ДМО предположительно участвуют в планировании последовательностей движений.